# سان‌پاور
سان‌پاور (انگلیسی: SunPower) شرکت انرژی آمریکایی است، که در سال ۱۹۸۵ توسط ریچارد سوانسون تأسیس شد.